# André (efternamn)
André i Sverige det vanligaste efternamnet av flera liknande namn. Bland dessa bör speciellt namnet Andreæ nämnas. Det är en latinisering av det svenska patronymet Andersson och var i 15- och 1600-talets Sverige inte ett släktnamn. Det bars ofta av präster eller andra bildade personer och kombinerades ofta med latinska beteckningar som Angermannus eller Salamontanus, som heller inte var släktnamn utan markerade personens geografiska ursprung. Namnet använd både som förnamn och efternamn.
Den 31 december 2021 var följande antal personer bosatta i Sverige med efternamnsvarianterna
- André 1 046
- Andrée 356
- Andræ 158
- Andreæ 31
- Andre 17
- Andree 10
- Andreé 2

Tillsammans blir detta 1 620 personer. 

## Personer med Andreæ som patronymikon eller efternamn
- Abrahamus Angermannus Andreæ (cirka 1540–1607), ärkebiskop
- August Heinrich Andreæ (1804–1846), tysk arkitekt
- Daniel Andreæ (1898–1989), författare, översättare och redaktör
- Ericus Andreæ, flera personer
  - Ericus Andreæ (Jämtlands reformator) (död 1563), prost i Oviken
  - Ericus Andreæ Björk (1601–1658), präst och riksdagsman
  - Ericus Andreæ Salamontanus (1610–1663), präst och riksdagsman
- Jacob Andreæ (1528–1590), tysk teolog
- Johann Valentin Andreæ (1586–1654), tysk teolog
- Johannes Andreæ Slakovius (1589–1653), kyrkoherde, Vårdsberg
- Laurentius Andreæ (1470-talet–1652), ärkediakon, luthersk reformator, bibelöversättare
- Nicolaus Andreæ (död 1628), kyrkoherde i Piteå
- Olaus Andreæ, flera personer
  - Olaus Andreæ Angermannus (1522 1607), kyrkoherde, riksdagsman, stamfar för släkten Boethius.
  - Olaus Andreæ Dalekarlus (150-talet 1648), prost i Rättvik, riksdagsman
  - Olaus Andreæ Lidman (1624 1694), lektor, prost och riksdagsman
- Petrus Andreæ, flera personer
  - Petrus Andreæ (kyrkoherde i Grangärde) (död efter 1621), präst och riksdagsman
  - Petrus Andreæ Grubb (död 1633), professor, kammarråd, assessor
  - Petrus Andreæ Niger, (död 1562), känd som Peder Swart, biskop i Västerås, krönikeförfattare
- Samuel Andreæ Grubb (död 1662), professor och kyrkoherde i Östervåla

## Personer med André eller varianter av detta namn som efternamn
- Carl Andre (1935–2024), amerikansk skulptör, minimalist
- Carl Georg Andræ (1812–1893), dansk politiker, finans- och statsminister
- Carl Göran Andræ (1930–2019), historiker
- Charles André (1842–1912), fransk astronom
- Douglas Andrée (född 1941), skulptör, grafiker och konstfotograf
- Elfrida Andrée (1841–1929), tonsättare, dirigent, domkyrkoorganist
- Fabian Andre (1910–1960), amerikansk kompositör och dirigent
- Géo André (1889–1943), fransk friidrottare
- Georges André (1876–1945), fransk curlingspelare
- Gerda André (1876–1960), operettsångerska och skådespelare
- Gunilla André (född 1931), politiker, centerpartist
- Gunilla Andræ (född 1938), kulturgeograf
- Gunnel André (född 1946), teolog, präst och författare
- Gösta Andrée (1899–1959), direktör och flygare
- Harald André (1879–1975), musiker, regissör, publicist och operachef
- Harald André (arkitekt) (1884–1963)
- Håkan Andrae (1914–2014), militär
- Johann André (1741–1799), tysk pianist, tonsättare och musikförläggare
- Johann Anton André (1775–1842), tysk musikförläggare, kompositör och dirigent
- John André (1750–1780), schweizisk-engelsk militär
- Jules André (1807–1869), fransk konstnär
- Joanna André (född 1982), youtuber
- Karin Andræ (född 1943), översättare
- Karl Andree (1808–1875), tysk tidningsman och geograf
- Kerstin André (född 1945), jurist, hovrättslagman
- Leif Andrée (född 1958), skådespelare
- Louis André (1838–1913), fransk militär
- Mathias André (född 1950), affärsjurist
- Maurice André (1933–2012), fransk klassisk trumpetare
- Mia Andrée (född 1969), fotograf och installationskonstnär
- Michel André (1912–1987), fransk skådespelare, manusförfattare och dramatiker
- Peter Andre (född 1973), brittisk popsångare
- Poul Andræ (1843–1928), dansk ämbetsman och historiker
- Richard Andree (1835–1912), tysk geograf och etnograf
- Salomon August Andrée (1854–1897), patentingenjör, politiker, äventyrare och ballongfarare
- Sam André (1908–1990), lärare och skolledare
- Staffan Andræ (1916–1996), översättare och tidskriftredaktör
- Sture André (1895–1953), industriman
- Tor Andræ (1885–1947), religionshistoriker, statsråd, biskop, medlem av Svenska Akademien
- Torsten Andrée (1900–1981), skolvaktmästare och politiker, socialdemokrat
- Ulf Andrée (1939–2021), regissör och manusförfattare
- Walter Andrae (1875–1956), tysk arkeolog och museiman
- William Andre (femkampare) (1931–2019), amerikansk femkampare